# Урумилк II
Урумилк II (Урумилки II; финик. U-ru-milk) — царь Библа в первой половине V века до н. э.

## Биография
Урумилк II известен только по одной надписи на стеле, посвящённой завершению восстановления храма финикийской богини Баалат-Гебал. В этой надписи, сделанной по повелению царя Йехавмилка, он назван дедом этого властителя и правителем Библа. Современные историки считают Урумилка II сыном и наследником царя Шипитбаала III. Его правление датируется приблизительно первой половиной V века до н. э., временем властвования царя Ксеркса I (486—465 годы до н. э.).
Никаких иных сведений о правлении Урумилка II не сохранилось. Известно только, что в то время Библ, также как и другие города Финикии, подчинялся верховной власти правителей Ахеменидской державы.
Преемником Урумилка на библском престоле был его сын Йехарбаал.